# Commissaire de la National Football League

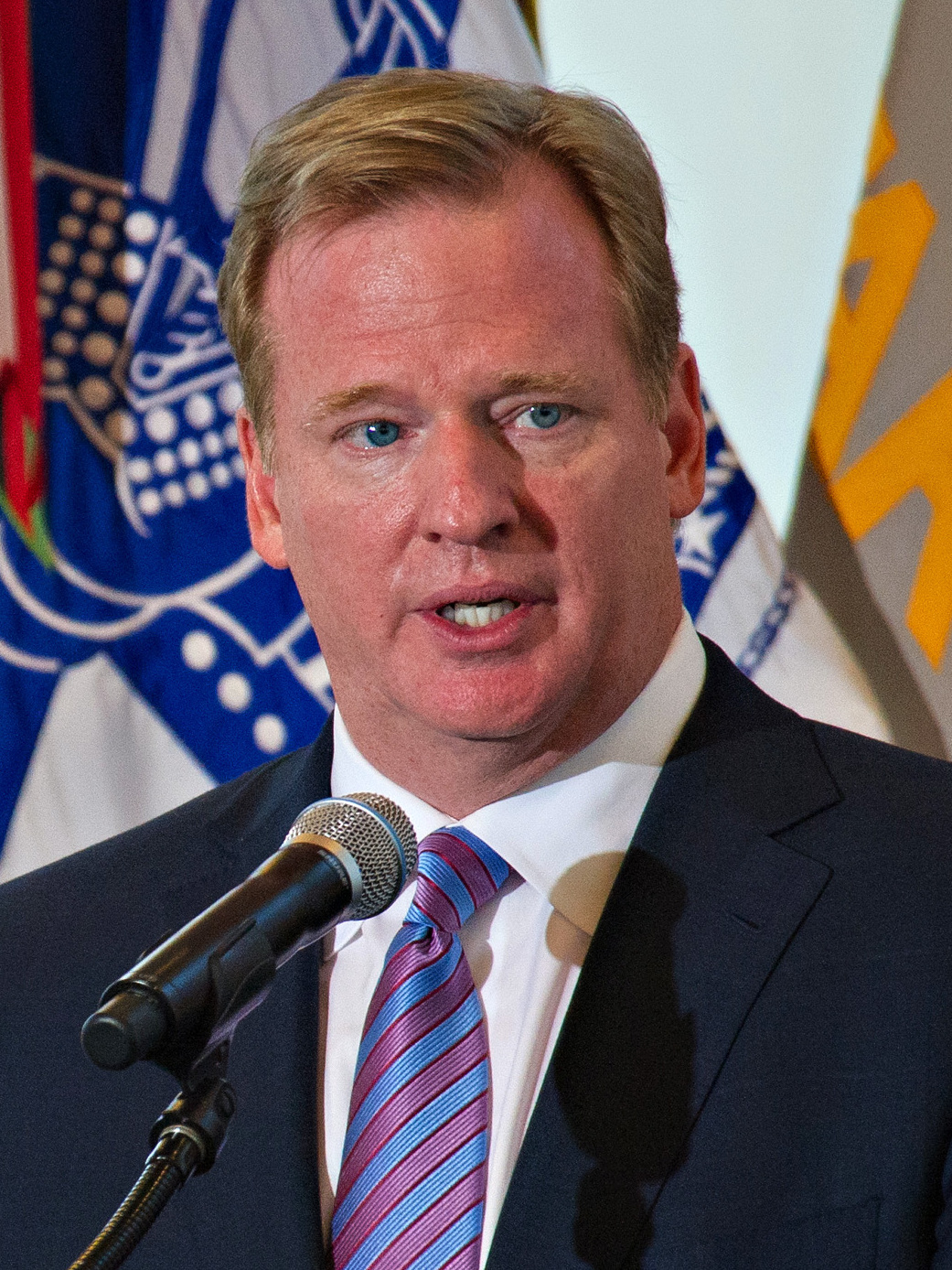
Roger Goodell, commissaire de la National Football League (NFL)

Le commissaire de la National Football League (NFL) est l'officiel le plus important de la ligue de football américain. De 1920 à 1941, le poste est désigné par le qualificatif de Président de la National Football League. Alors qu'il est toujours joueur, Jim Thorpe devient en 1920 le premier président de la ligue. L'actuel commissaire de la National Football League est Roger Goodell.